# Eliopausa

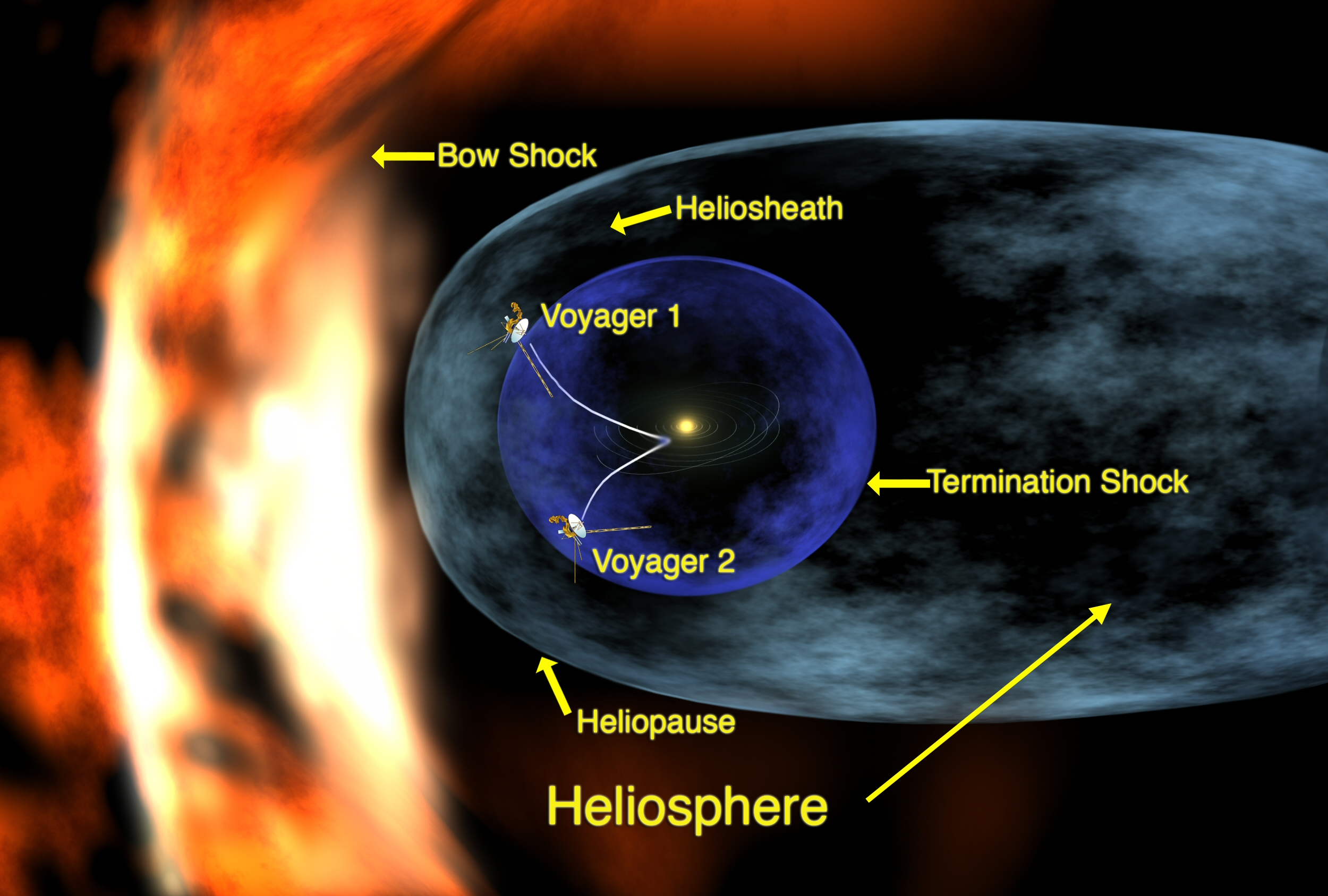
La sonda Voyager 1 ha attraversato l'eliopausa nel 2012

L'eliopausa è il confine presso il quale il vento solare emesso dal nostro Sole è fermato dal mezzo interstellare.
Il vento solare crea una "bolla" nel mezzo interstellare che è composto dal gas rarefatto di idrogeno ed elio che riempie la galassia. Il bordo più esterno di questa bolla è dove la forza del vento solare non è più sufficiente a spingere indietro il mezzo interstellare. Questo bordo è conosciuto come eliopausa ed è spesso considerato come il confine esterno del sistema solare.
All'interno dell'eliopausa c'è un altro confine, chiamato "termination shock", dove le particelle del vento solare, fino ad allora supersoniche, vengono rallentate a velocità subsoniche.
La distanza dell'eliopausa varia dalle 80 alle 100 unità astronomiche. Probabilmente è molto più piccola sul lato del sistema solare che si trova "davanti" rispetto al moto orbitale del sistema solare nella galassia. Potrebbe anche variare a seconda della velocità del vento solare al momento e a seconda della densità locale del mezzo interstellare. Si sa che è ben oltre l'orbita di Plutone. 
La sonda spaziale Voyager 2, dopo aver terminato la sua esplorazione planetaria, è entrata nell'eliopausa il 10 dicembre 2018, mentre la sonda spaziale Voyager 1 vi era già entrata nel 2012. Grazie alle misurazioni di Voyager 1 si è compreso che i molteplici strati magnetici solari si sono intrecciati, creando bolle magnetiche che proteggono la Terra da raggi cosmici dannosi.
Una definizione alternativa è che l'eliopausa è la magnetopausa, tra la magnetosfera del sistema solare e le correnti di plasma della galassia. Non si sa se questi confini coincidano con quelli definiti in precedenza.